# شهرستان سن‌خوآن (یوتا)

شهرستان سن خوآن، یوتا یکی از شهرستان‌های بزرگ، با مساحت ۲۰.۵۵۰ کیلومتری مربع در ایالت یوتا است. این شهرستان در منطقه جنوبی-جنوب‌شرقی قرار داشته و بر طبق آمارهای سال ۲۰۱۰ جمعیتش ۱۴.۷۴۶ نفر است. مرکز این شهرستان، شهر مانتیسلو است.
نام سن خوآن برگفته شده از نام رودخانه‌ای با همین نام است.

## پیوند
- وب‌گاه رسمی